# Antonio Pigafetta
Antonio Pigafetta o de Pigafetta (Vicenza, Italia, c. 1480 - ib., c. 1534) fue un noble italiano del Renacimiento que es famoso por haber sido el cronista de la expedición de Magallanes-Elcano. Fue caballero de la Orden de San Juan.
Se trasladó a España en 1518 acompañando al nuncio papal Francesco Chiericati. Allí tomó parte en la expedición de Magallanes, que culminaría con la primera circunnavegación del globo en 1522, realizada a bordo de la nao Victoria, única que regresó a España. Pigafetta fue uno de los 18 hombres que sobrevivieron al viaje y volvieron en la nao.
Su relato de los hechos se titula Relación del primer viaje alrededor del mundo (1524), también conocido como la Relación de Pigafetta. Es una de las fuentes principales de información sobre el viaje de Magallanes y Elcano, y casi la única sobre la propia vida de Pigafetta. Recoge el descubrimiento del estrecho de Magallanes, y la Patagonia así como las primeras noticias en Europa del idioma cebuano de Filipinas.
Un miembro de su familia, Filippo Pigafetta (1533-1604), viajó a África en el siglo XVI y fue conocido por su libro sobre su viaje al Congo.

## Biografía

### Primeros años
Pigafetta, que se describe a sí mismo en su libro como un gentilhombre vicentino pertenecía a una rica familia de Vicenza, en la República de Venecia. Nació entre 1480 y 1491. De su vida se conoce poco y ese poco con inseguridades. Sí se sabe que su padre fue Giovanni Antonino Pigafetta. Aunque se desconoce quién fue su madre, está documentado que Giovanni Antonio tuvo relaciones con tres mujeres al menos, primero con Castellana Terrenato da Caltrano, después con Lucia Muzan da Malo y más tarde con Angela dalla Zoga.
Se dice que era conocido desde su juventud por sus estudios en astronomía, geografía y cartografía, conociendo el astrolabio o el uso del imán como brújula. Perfeccionó su educación en la universidad al servicio del jerarca católico Francesco Chiericati, alto cargo en Roma con el papa León X.

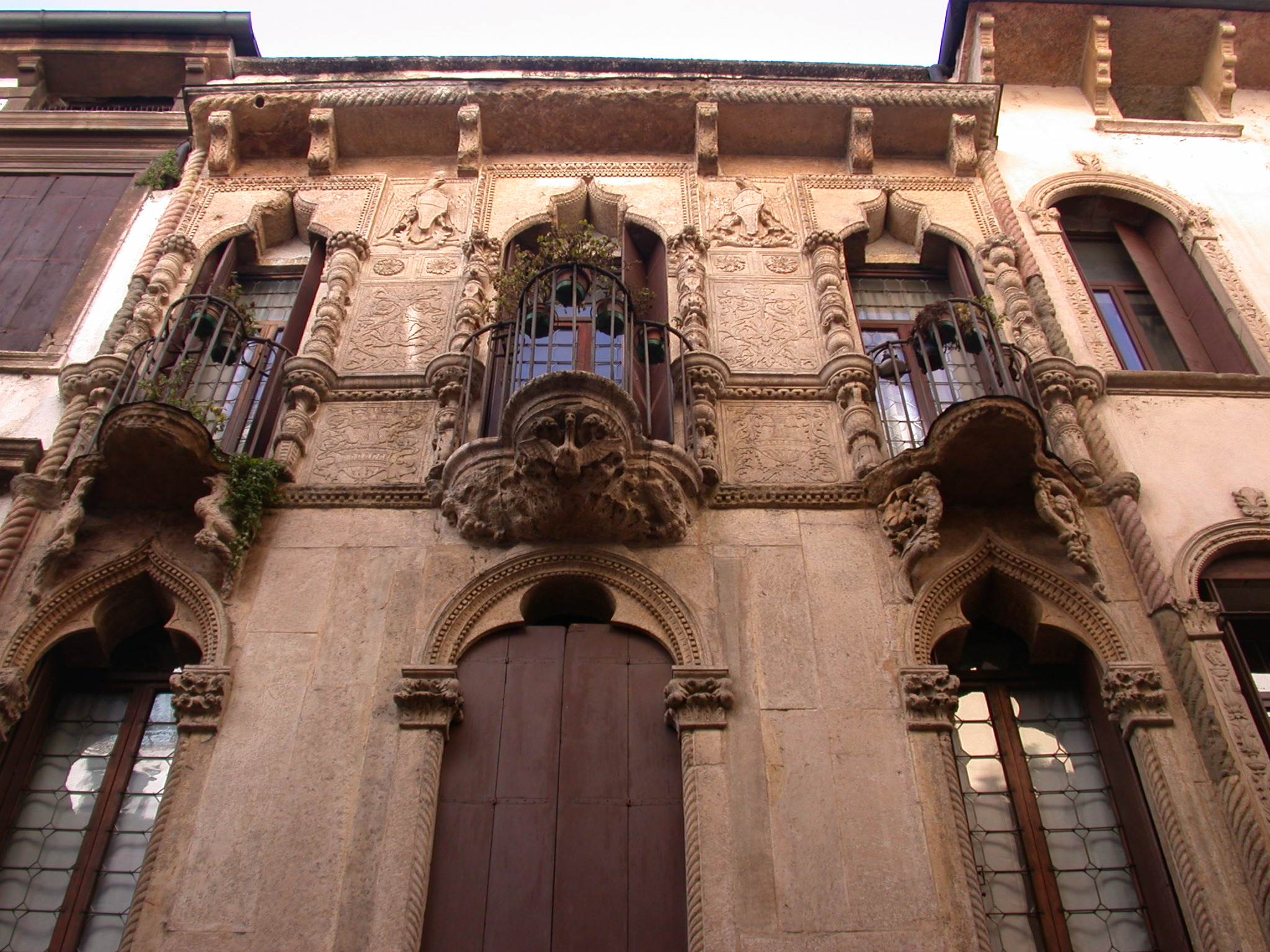
Palacio Pigafetta en Vicenza.

Hacia 1518 acompañó al nuncio apostólico Chiericati a España, donde fue presentado al emperador Carlos I. Posteriormente se instaló en Barcelona.

### Viaje de circunnavegación
Pigafetta ya en España, conoció el proyecto del navegante portugués Fernando de Magallanes de abrir una ruta hacia las Indias navegando hacia el oeste. Pigafetta afirma haberse enrolado en la expedición por curiosidad y para escribir una crónica de lo que se descubriese:

En el año de 1519 me hallaba en España en la corte de Carlos V, Rey de romanos, en compañía de Monseñor Chericato, Protonotario Apostólico entonces y predicador del Papa León X, de santa memoria, quien por sus méritos fue elevado a la dignidad de Obispo y Príncipe de Teramo. Ahora bien, como por los libros que había leído y por las conversaciones que había sostenido con los sabios que frecuentaban la casa de este prelado, sabía que navegando en el Océano se observan cosas admirables, determiné de cerciorarme por mis propios ojos de la verdad de todo lo que se contaba, a fin de poder hacer a los demás la relación de mi viaje, tanto para entretenerlos como para serles útil y crearme, a la vez, un nombre que llegase a la posteridad.
A. Pigafetta

Provisto de cartas de recomendación, fue a Málaga en barco y a Sevilla por tierra, donde esperó tres meses antes de que la escuadra estuviese en situación de partir. La flota estaba compuesta por cinco naos y más de doscientos hombres. Fue admitido a bordo como supernumerario, puesto destinado normalmente a jóvenes de familia noble enrolados como voluntarios en busca de aventuras o experiencia militar. Su nombre quedó registrado como «Antonio Lombardo», «Antonio de Lombardía», destinado a la nao Trinidad, capitaneada por el propio Magallanes. Pese a dificultades iniciales con Magallanes, Pigafetta consiguió ganarse su confianza y le sirvió como lenguaraz y cartógrafo.[cita requerida]

Mapa del viaje de Magallanes-Elcano, primera circunnavegación del planeta.

La expedición llegó a la desembocadura del Río de la Plata con gran cuidado, luego bordeó las costas bajas de la Patagonia, hasta que el 18 de octubre llegó a la entrada del estrecho. Tres semanas después, Magallanes anotaba la presencia del «cabo Deseado», que señalaba el extremo del camino, y bogaba por el océano Pacífico, siendo así los primeros en encontrar el camino de las Indias por occidente.

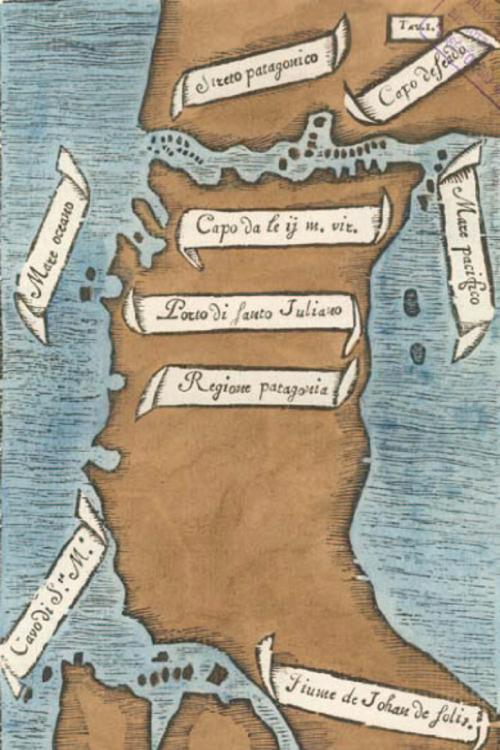
El estrecho de Magallanes según Pigafetta, ed. Amoretti, 1800.

Pigafetta relató las penurias del viaje por el Pacífico con violento realismo:

Miércoles 28 de noviembre, desembocamos por el Estrecho para entrar en el gran mar, al que dimos en seguida el nombre de Pacífico, y en el cual navegamos durante el espacio de tres meses y veinte días, sin probar ni un alimento fresco. El bizcocho que comíamos ya no era pan, sino un polvo mezclado de gusanos que habían devorado toda su sustancia, y que además tenía un hedor insoportable por hallarse impregnado de orines de rata. El agua que nos veíamos obligados a beber estaba igualmente podrida y hedionda. Para no morirnos de hambre, nos vimos aun obligados a comer pedazos de cuero de vaca con que se había forrado la gran verga para evitar que la madera destruyera las cuerdas. Este cuero, siempre expuesto al agua, al sol y a los vientos, estaba tan duro que era necesario sumergirlo durante cuatro o cinco días en el mar para ablandarlo un poco; para comerlo lo poníamos en seguida sobre las brasas. A menudo aun estábamos reducidos a alimentarnos de serrín, y hasta las ratas, tan repelentes para el hombre, habían llegado a ser un alimento tan delicado que se pagaba medio ducado por cada una. 

Sin embargo, esto no era todo. Nuestra mayor desgracia era vernos atacados de una especie de enfermedad que hacía hincharse las encías hasta el extremo de sobrepasar los dientes en ambas mandíbulas, haciendo que los enfermos no pudiesen tomar ningún alimento. De éstos murieron diecinueve y entre ellos el gigante patagón y un brasilero que conducíamos con nosotros. Además de los muertos, teníamos veinticinco marineros enfermos que sufrían dolores en los brazos, en las piernas y en algunas otras partes del cuerpo, pero que al fin sanaron.
A. Pigafetta

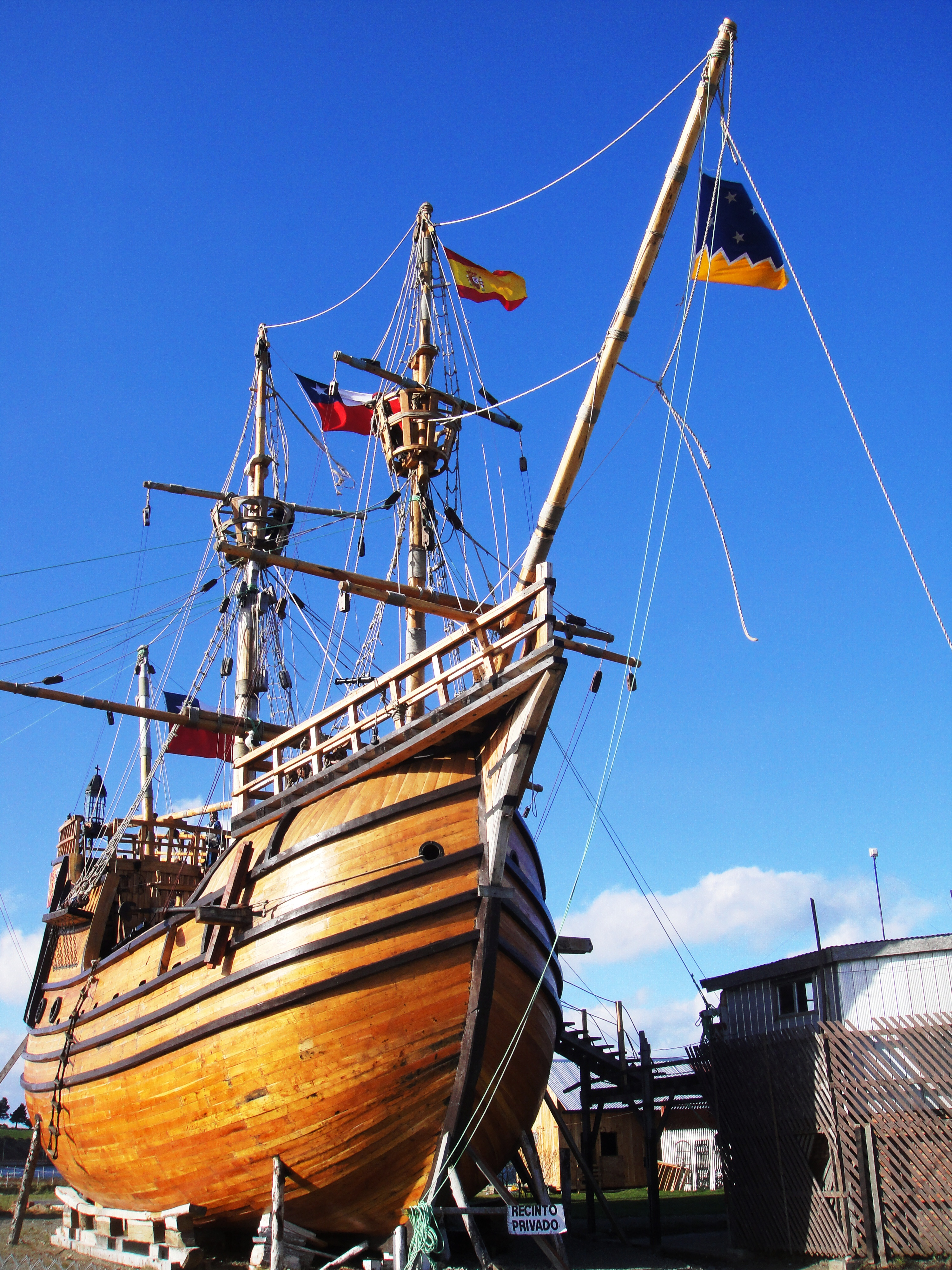
Réplica de la Victoria en el Museo Nao Victoria de Punta Arenas, Chile.

En la batalla de Mactán (Filipinas), en la que Magallanes perdió la vida, Pigafetta fue también herido. Sin embargo, logró reponerse y continuar el viaje hasta lograr llegar a las Molucas. Posteriormente, Pigafetta formó parte de la tripulación de Juan Sebastián de Elcano a bordo de la Victoria en el regreso a Sevilla. Es aquí cuando finaliza sus apuntes, el lunes 8 de septiembre de 1522. Dos días antes, la nave había arribado al puerto de Sanlúcar de Barrameda cuando se habían cumplido tres años de viaje.

### Tras el viaje
Según relata él mismo, los supervivientes de la expedición cumplieron su promesa de rendir culto a la Virgen de la Antigua y a la Virgen de la Victoria en Sevilla. Después Pigafetta partió junto con el resto de supervivientes a Valladolid, donde fueron recibidos por el rey Carlos. Pigafetta afirma haberle entregado al monarca una copia de su diario de viaje. Marchó a Portugal para ver al rey Juan III y de ahí pasó nuevamente por España hasta llegar a Francia, donde logró una audiencia con la reina regente Luisa de Saboya. Finalmente regresó a Italia, se presentó ante el papa Clemente VII y por último entró al servicio del gran maestre Philippe Villiers de l’Isle-Adam, al que le entregó una última copia de su crónica.

El martes bajamos todos a tierra en camisa y a pie descalzo, con un cirio en la mano, para visitar la iglesia de Nuestra Señora de la Victoria y la de Santa María la Antigua, como lo habíamos prometido hacer en los momentos de angustia.

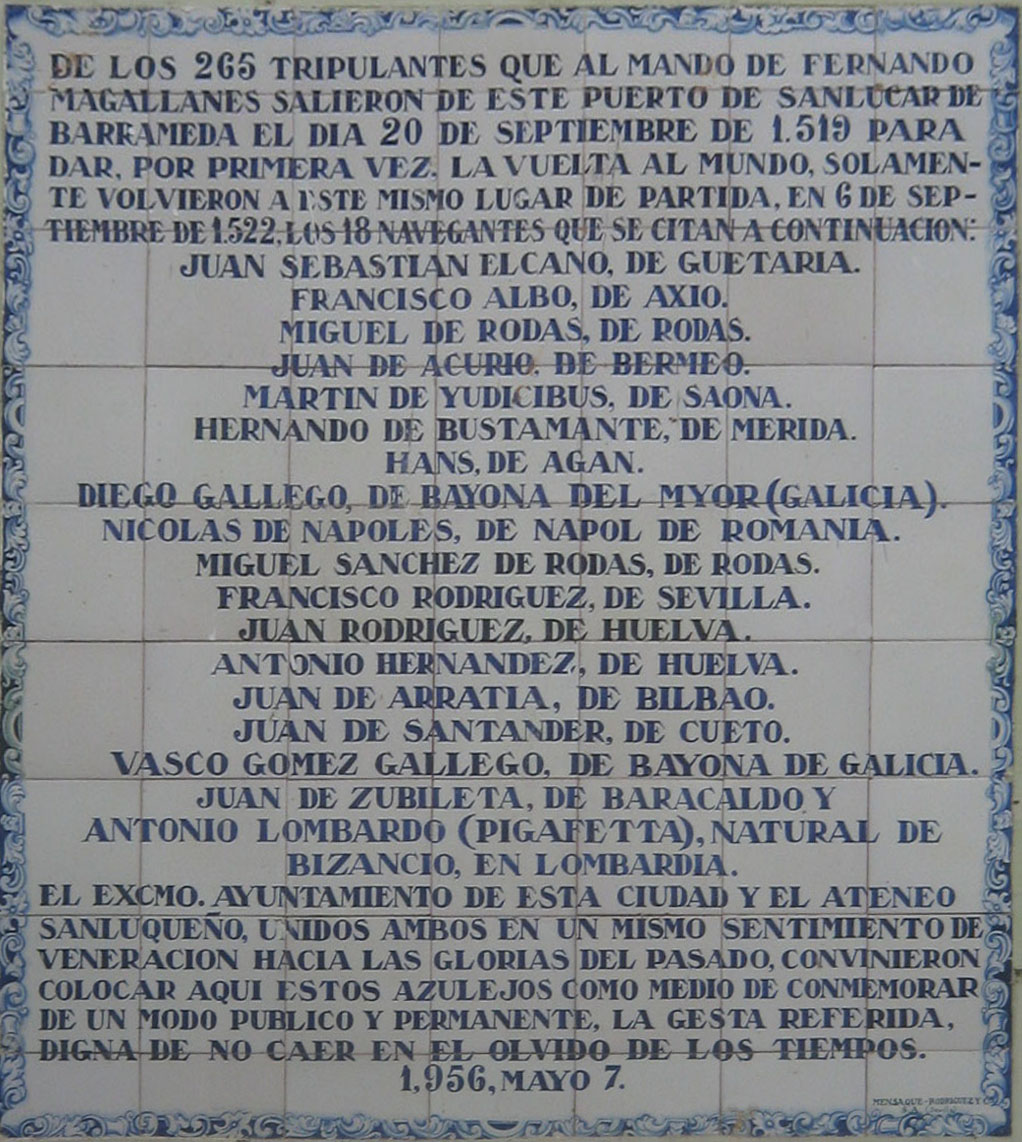
Cerámica de 1956 conmemorando el regreso de la expedición a Sanlúcar de Barrameda.

De Sevilla partí para Valladolid, donde presenté a la Sacra Majestad de don Carlos, no oro ni plata, sino cosas que eran a sus ojos mucho más preciosas. Entre otros objetos, le obsequié un libro escrito de mi mano, en el cual había apuntado día por día todo lo que nos había acontecido durante el viaje. Abandoné Valladolid lo más pronto que me fue posible y me fui a Portugal para hacer relación al rey don Juan de las cosas que acababa de ver. Pasando en seguida por España fui a Francia, donde regalé algunas cosas del otro hemisferio a Madama la Regente, madre del rey muy católico Francisco I.

Regresé al fin a Italia, donde me consagré para siempre al muy excelente y muy ilustre señor Felipe Villiers de l'Isle-Adam, gran maestre de Rodas, a quien di también la relación de mi viaje.
A. Pigafetta

A mi regreso a Italia, su santidad el Soberano Pontífice Clemente VII, ante quien tuve el honor de presentarme en Monterosi y de referirle las aventuras de mi viaje, me acogió con bondad y díjome que le sería muy agradable poseer una copia del diario de mi viaje; híceme, pues, un deber en deferir lo mejor que pude a los deseos del Santo Padre, a pesar del poco tiempo de que entonces disponía.
A. Pigafetta

Aun así no fue a través de los escritos de Pigafetta como los europeos escucharon por primera vez hablar de la circunnavegación del globo. Más bien, fue a través de un relato escrito por Maximiliano Transilvano, publicado en 1523. Transilvano había recibido instrucciones de entrevistar a algunos de los sobrevivientes del viaje cuando la nao Victoria regresó a España en septiembre de 1522.
Se desconoce su vida a partir de este momento. Algunas fuentes afirman que el gran maestre Philippe Villiers de l’Isle-Adam le nombró caballero de Rodas el 3 de octubre de 1524. Posteriormente escribe su obra y por eso se pone el título de caballero en ella.
Murió en su país natal en una fecha desconocida; algunas versiones aluden a su intervención contra el Imperio otomano en 1536 y un posterior retiro en su ciudad natal y otras que falleció en la isla de Malta entre 1534 y 1535.

## Su obra
Recogió sus experiencias en la Relazione del primo viaggio intorno al mondo, obra en italiano publicada en Venecia en 1536. A menudo se hace referencia a esta obra como la Relación de Pigafetta, o como El primer viaje en torno al globo. El original no se conserva.  Es la única obra narrativa conocida de Antonio Pigafetta, que la compuso a petición del duque de Mantua y se la dedicó en agosto de 1524 al gran maestre de la Orden de Rodas, Philippe Villiers de l’Isle-Adam.

### Contenido

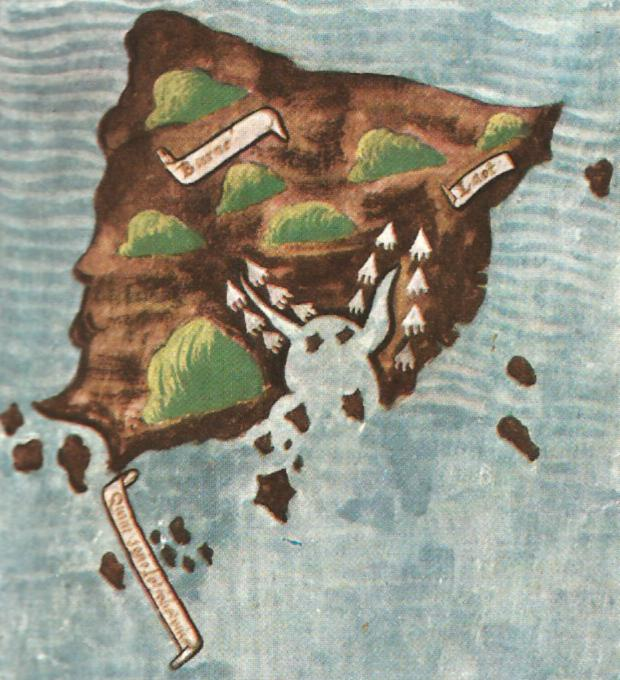
La isla de Borneo según Pigafetta, ed. Amoretti, 1800.

Pigafetta recopiló numerosos datos acerca de la geografía, el clima, la flora, la fauna y los habitantes indígenas de los lugares recorridos; su minucioso relato fue un documento de gran valor, sobre todo por sus apuntes de náutica y lingüística. Sin su diario, la información del viaje de Magallanes sería muy incompleta. Empezó a escribir el día de su partida y terminó tres años después, el mismo día que regresaron a Sevilla.
Pigafetta, por ejemplo, recogió muestras del vocabulario de algunos de los pueblos indígenas con los que se encontraron, como las primeras palabras en idioma cebuano. De Brasil, por ejemplo, algunas como: rey, cacich; bueno, tum; casa, bou; cama, hamac; peine, chipag; cuchillo, tarse; cascabeles, hanmaraca; tijeras, pirame; anzuelo, pinda; barco, canee; mijo, maïz; harina, hui; etcétera.
Dio las primeras noticias en Europa del pingüino de Magallanes, el lobo marino y el guanaco:
Magallanes, Elcano y sus tripulaciones profundizaron en sus conocimientos del cielo del hemisferio sur. Pigafetta describe, en particular, una nube de niebla que ahora lleva el nombre de Nubes de Magallanes.

### Ediciones

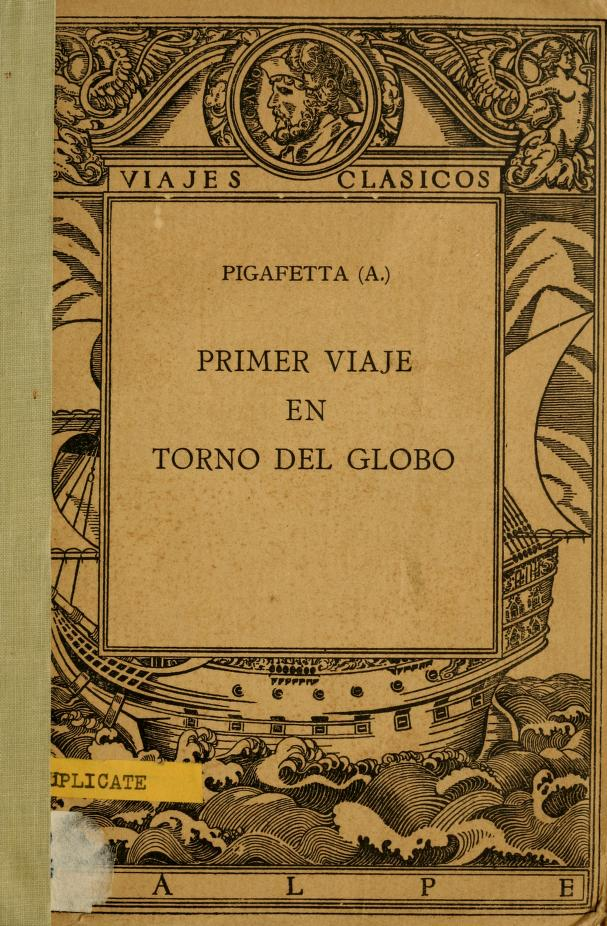
Portada del libro de Pigafetta, ed. Calpe, 1922.

El manuscrito original de Pigafetta se ha perdido. La primera versión impresa fue un resumen en francés titulado Le voyage et navigation, publicado en París hacia 1525, del cual derivaron todas las otras versiones y traducciones hasta finales del siglo XVIII.
En 1800, Carlo Amoretti descubrió una copia íntegra de la obra original de Pigafetta en la Biblioteca Ambrosiana de Milán. De aquí publicó Amoretti una edición completa en italiano y un año después otra en francés.
A partir de dicha traducción francesa, el historiador chileno José Toribio Medina realizó la primera traducción al español, publicada en 1888 e incluida por él en la Colección de documentos inéditos para la historia de Chile.

### Estructura
Antonio Pigafetta escribió un diario personal de su viaje que posteriormente convirtió en un libro de viaje, añadiéndole un prólogo para el lector donde expuso sus razones para realizar el viaje. Es aquí donde, además de justificar su obra como para entretener, también expresó su ambición de alcanzar la posteridad. El viaje es el hilo argumental del diario, en forma a veces de epopeya, con naufragios, tempestades o la aparición de presagios como el fuego de San Telmo que Pigafetta convierte en manifestaciones de la voluntad divina.
A Fernando de Magallanes lo presenta como el héroe de la obra, siguiendo los cánones de la literatura caballeresca. Por el contrario, a Juan Sebastián de Elcano, que se hizo cargo de la expedición tras la muerte de Magallanes y otros jefes, no lo menciona ni una sola vez. De hecho, Pigafetta no menciona a ninguno de los compañeros que completaron la circunnavegación, ni a los que quedaron en las Molucas tratando de regresar en la Trinidad; solo menciona a los muertos.

## Honores
En 1929 la Regia Marina (Marina Real italiana) empezó a construir un destructor de la clase Navigatori, botado con el nombre de Antonio Pigafetta el 1 de mayo de 1931. Durante la Segunda Guerra Mundial fue una de las unidades más exitosas y activa; fue bombardeada en Túnez en 1943. El 10 de septiembre de ese año, para prevenir que fuera requisada por los alemanes, fue saboteada por su tripulación. A pesar de esto, los alemanes lograron capturar el destructor, repararlo y hacerlo de nuevo a  la mar con el nombre de T.A. 44. Bajo bandera alemana, sufrió un bombardeo el 17 de febrero de 1945 que lo hundió en el puerto de Trieste.